# Стефан Твртко II Котроманић
Стефан Твртко II Котроманић је био краљ Срба, Босне, Приморја и Хумске земље у периоду 1404—1408. и 1421—1443. године. Твртко II је био син краља Твртка  и члан династије Котроманића.

## Прва владавина
Године 1404. босанско племство је уклонило са власти проугарски оријентисаног краља Босне Стјепана Остоју. Ради избора новог краља сазван је Велики Сабор и на њему је изабран Твртко II, ванбрачни син краља Твртка . Твртко II је дао Дубровнику широку градску аутономију 24. јуна 1405. године, коју је његов претходник био укинуо.
У намери да поврати престо, свргнути краљ Остоја је направио савез са угарским краљем Жигмундом и затражио његову помоћ. У том циљу једна угарска војска је упала у Усору, а друга угарска војска је нападала преко реке Уне 1405. године. Војводе краља Твртка II су потукле обе ове војске, а бан угарске Хрватске, Павле, погинуо је код Бихаћа. Након ових пораза, краљ Жигмунд је припремио нови напад 1406. године, јер је Католичка црква то од њега тражила. Приликом новог напада Угари су поново били поражени и избачени из Босне.
Следеће године краљ Твртко II је дошао у сукоб са господаром Зете, Ђурђем II Стратимировићем, око градова Котора, Будве и Бара. Како је Ђурађ био савезник Венеције, дошло је до сукоба између Босне и Венеције. Сукобљене стране су преговарале и постигле нагодбу 23. децембра 1407. године. По тој нагодби Стратимировић је добио Бар, војвода Сандаљ Будву, а војвода Хрвоје Котор.
После двоструког пораза у Босни, краљ Жигмунд се жалио папи Гргуру XII да не може да изврши његов налог и затражио помоћ од њега. Папа Гргур XII је прогласио крсташки рат против „јеретика“ 9. новембра 1407. године. Вођа крсташке војске је био краљ Жигмунд уз помоћ краља Пољске.
У лето 1408. године, на челу угарско-пољске војске од 60.000 ратника, Жигмунд је започео напад на Босну, ударом преко Саве у правцу града Сребреника.
Краљ Твртко II је направио велику грешку, јер није препустио вођење војске искусним и прослављеним војводама Сандаљу и Хрвоју, пошто је хтео да лично побере славу за победу над овом крсташком војском. У битку је пошао без иједног војводе и заробљен је са целом својом пратњом пре него што је до стварне битке и дошло. Жигмунд је наредио да се, код тврђаве Добора, убије 126 заробљених босанских великаша и да се њихова тела баце у реку Босну, а краља Твртка је одвео и заточио у Будиму. На глас о поразу, војвода Хрвоје је кренуо са једном војском из Далмације, а војвода Сандаљ са другом војском из Хума. Жигмунд их није чекао, него се повукао у Угарску и позвао Хрвоја и Сандаља на преговоре. Жигмунд је настојао да придобије војводе разним понудама и обећањима. Хрвоју је признавао власт над Далмацијом и Хрватском и тражио од њега да му потврди право на те земље које му је признао краљ Дабиша; уз то нудио му је и Пожегу у Славонији. Овом понудом Хрвоју Жигмунд је желео да одстрани свог такмаца, напуљског краља Владислава. Хрвоје је прихватио понуду, али су му босанске војводе замериле што је прихватио понуду од њиховог непријатеља. Када је краљ Владислав сазнао да га војвода Хрвоје више не подржава, изгубио је сваку наду да дође на угарски престо и 9. јула 1409. је продао Млетачкој републици своје поседе у Далмацији за сто хиљада дуката.
По повратку са преговора, војводе су предложиле да се прогласи свргнуће краља Твртка II и да се на престо по други пут врати Стефан Остоја. Он се на престо вратио захваљујући подршци војводе Ђурђа Радивојевића и његовог брата Вучића. Хрвоје није био за Остоју, а Сандаљ ни за ни против. Немогавши више ништа постићи са свргнутим краљем, Жигмунд је пустио Твртка из затвора и припремио нови напад на Босну.

## Друга владавина
Остоју је наследио његов син Стефан Остојић (1418—1421). Када је Венеција заузела Котор 1420. године, Стефан није био у стању да било шта учини. Исте те године склопљен је мир између Венеције и Угарске, и Венеција је добила приморске градове у Далмацији. Млетачка победа је у великој мери постигнута уз српску помоћ. Стање у Босни је било врло лоше, пре свега због неспособних владара, док су нову претњу представљали Турци, који су логоровали у Врхбосни, а Млечани и Угари се погађају око поделе Далмације. У таквим условима војвода Сандаљ се заузео да се на престо врати Твртко II, као мање зло од онога који је био на престолу, и на тај начин се 1421. Твртко вратио на престо краљевине Босне, а бившем краљу Стефану се од тада губи сваки траг.
Нови турски султан Мурат II је 1424. са великом војском напао Босну. Дуге и тешке борбе су вођене око више градова, а рат је, после једног прекида, обновљен 1426. Те године је закључено примирје између Босне и Турске, по коме су Турци добили неколико градова у Босни. Одмах потом један Србин по имену Никола убио је сердара Исака, турског заповедника, и Турци су протерани из Босне.
Престоница краља Стефана Твртка II био је тврди град Бобовац, док Сребреница, Зворник и Усора нису били под његовом управом, већ под управом деспота Ђурђа Бранковића. Српска деспотовина је била вазална држава турског султана, али у разним временима деловала је различито, понекад као потпуно самостална држава. Срби из Краљевине и из Деспотовине желели су да се Деспотовина уједини са Краљевином и да се тако створи једна снажна српска држава, али то Турци нису дозвољавали.
Рашка је већим делом била у саставу Краљевине, цела данашња Косовска област. Турци су били освојили неколико градова у Рашкој, али су Рас и Приштина били под српском управом.
Турци су предузели нови напад на Босну и освојили градове Ходидед и Врхбосну 1434. године. Приликом овог турског напада показало се да је краљ Твртко II лоше припремљен за одбрану државе и неспособан. Зато је војвода Сандаљ, удружен са деспотом, хтео да збаци краља Твртка и да се изабере нови краљ. Твртка је спасила само брза смрт војводе Сандаља, који је умро 15. марта 1435. Сандаља је на положају бана Хума наследио његов братић Стефан Вукчић Косача.
Када је угарски краљ Сигисмунд чуо да је умро велики војвода Сандаљ, наредио је својим великашима у Хрватској, Франгипану и Талоцу, да одмах крену са војском и освоје Хум. Они су на челу једне мађарско-хрватске војске прошли кроз Далмацију и напали на Хум. Нови војвода Стефан Хранић их је потукао и протерао. Војвода Стефан је предузео поход у Приморје 1440. године и заузео Омиш, Пољицу, предео на обали између Омиша и Сплита и Приморје до реке Крке, осим градова Сплит, Трогир и Шибеник, који су били под млетачком управом. Исте године саграђен је познати мост и нови град на Неретви — Мостар, који је градио Радин Гост „мајордом“ војводе Стефана.
Турци су били посели земљу деспота Бранковића и напали на Босну 1441. године. Краљ Твртко је поверио вођење рата против Турака војводи Стефану Хранићу и Срби су успели да у року од две године протерају Турке из Краљевине и из Деспотовине. Краљ Стефан Твртко II је умро 1443. године.

## Породично стабло
|  |                                |  |  |  |  |  |  |  |  |  |  |  |  |  |  |  |
|  | 16. Пријезда I Котроманић      |  |  |  |  |  |  |  |  |  |  |  |  |  |  |  |
|  |                                |  |  |  |  |  |  |  |  |  |  |  |  |  |  |  |
|  |                                |  |  |  |  |  |  |  |  |  |  |  |  |  |  |  |
|  | 8. Стефан I Котроманић         |  |  |  |  |  |  |  |  |  |  |  |  |  |  |  |
|  |                                |  |  |  |  |  |  |  |  |  |  |  |  |  |  |  |
|  |                                |  |  |  |  |  |  |  |  |  |  |  |  |  |  |  |
|  | Јелисавета Славонска           |  |  |  |  |  |  |  |  |  |  |  |  |  |  |  |
|  |                                |  |  |  |  |  |  |  |  |  |  |  |  |  |  |  |
|  |                                |  |  |  |  |  |  |  |  |  |  |  |  |  |  |  |
|  | 4. Владислав Котроманић        |  |  |  |  |  |  |  |  |  |  |  |  |  |  |  |
|  |                                |  |  |  |  |  |  |  |  |  |  |  |  |  |  |  |
|  |                                |  |  |  |  |  |  |  |  |  |  |  |  |  |  |  |
|  | 18. Стефан Драгутин            |  |  |  |  |  |  |  |  |  |  |  |  |  |  |  |
|  |                                |  |  |  |  |  |  |  |  |  |  |  |  |  |  |  |
|  |                                |  |  |  |  |  |  |  |  |  |  |  |  |  |  |  |
|  | 9. Јелисавета Немањић          |  |  |  |  |  |  |  |  |  |  |  |  |  |  |  |
|  |                                |  |  |  |  |  |  |  |  |  |  |  |  |  |  |  |
|  |                                |  |  |  |  |  |  |  |  |  |  |  |  |  |  |  |
|  | 19. Каталина Арпадовић         |  |  |  |  |  |  |  |  |  |  |  |  |  |  |  |
|  |                                |  |  |  |  |  |  |  |  |  |  |  |  |  |  |  |
|  |                                |  |  |  |  |  |  |  |  |  |  |  |  |  |  |  |
|  | 2. Стефан Твртко I Котроманић  |  |  |  |  |  |  |  |  |  |  |  |  |  |  |  |
|  |                                |  |  |  |  |  |  |  |  |  |  |  |  |  |  |  |
|  |                                |  |  |  |  |  |  |  |  |  |  |  |  |  |  |  |
|  | 20. Павле I Шубић              |  |  |  |  |  |  |  |  |  |  |  |  |  |  |  |
|  |                                |  |  |  |  |  |  |  |  |  |  |  |  |  |  |  |
|  |                                |  |  |  |  |  |  |  |  |  |  |  |  |  |  |  |
|  | 10. Ђурађ I Шубић Брибирски    |  |  |  |  |  |  |  |  |  |  |  |  |  |  |  |
|  |                                |  |  |  |  |  |  |  |  |  |  |  |  |  |  |  |
|  |                                |  |  |  |  |  |  |  |  |  |  |  |  |  |  |  |
|  | 21. Урса                       |  |  |  |  |  |  |  |  |  |  |  |  |  |  |  |
|  |                                |  |  |  |  |  |  |  |  |  |  |  |  |  |  |  |
|  |                                |  |  |  |  |  |  |  |  |  |  |  |  |  |  |  |
|  | 5. Јелена Шубић Котроманић     |  |  |  |  |  |  |  |  |  |  |  |  |  |  |  |
|  |                                |  |  |  |  |  |  |  |  |  |  |  |  |  |  |  |
|  |                                |  |  |  |  |  |  |  |  |  |  |  |  |  |  |  |
|  | 11. Лелка                      |  |  |  |  |  |  |  |  |  |  |  |  |  |  |  |
|  |                                |  |  |  |  |  |  |  |  |  |  |  |  |  |  |  |
|  |                                |  |  |  |  |  |  |  |  |  |  |  |  |  |  |  |
|  | 1. Стефан Твртко II Котроманић |  |  |  |  |  |  |  |  |  |  |  |  |  |  |  |
|  |                                |  |  |  |  |  |  |  |  |  |  |  |  |  |  |  |
|  |                                |  |  |  |  |  |  |  |  |  |  |  |  |  |  |  |
|  | 24. Страцимир Крански          |  |  |  |  |  |  |  |  |  |  |  |  |  |  |  |
|  |                                |  |  |  |  |  |  |  |  |  |  |  |  |  |  |  |
|  |                                |  |  |  |  |  |  |  |  |  |  |  |  |  |  |  |
|  | 12. Јован Александар           |  |  |  |  |  |  |  |  |  |  |  |  |  |  |  |
|  |                                |  |  |  |  |  |  |  |  |  |  |  |  |  |  |  |
|  |                                |  |  |  |  |  |  |  |  |  |  |  |  |  |  |  |
|  | 25. Кераца Петрица             |  |  |  |  |  |  |  |  |  |  |  |  |  |  |  |
|  |                                |  |  |  |  |  |  |  |  |  |  |  |  |  |  |  |
|  |                                |  |  |  |  |  |  |  |  |  |  |  |  |  |  |  |
|  | 6. Јован Страцимир             |  |  |  |  |  |  |  |  |  |  |  |  |  |  |  |
|  |                                |  |  |  |  |  |  |  |  |  |  |  |  |  |  |  |
|  |                                |  |  |  |  |  |  |  |  |  |  |  |  |  |  |  |
|  | 26. Басараб I                  |  |  |  |  |  |  |  |  |  |  |  |  |  |  |  |
|  |                                |  |  |  |  |  |  |  |  |  |  |  |  |  |  |  |
|  |                                |  |  |  |  |  |  |  |  |  |  |  |  |  |  |  |
|  | 13. Теодора Влашка             |  |  |  |  |  |  |  |  |  |  |  |  |  |  |  |
|  |                                |  |  |  |  |  |  |  |  |  |  |  |  |  |  |  |
|  |                                |  |  |  |  |  |  |  |  |  |  |  |  |  |  |  |
|  | 27. Маргарита                  |  |  |  |  |  |  |  |  |  |  |  |  |  |  |  |
|  |                                |  |  |  |  |  |  |  |  |  |  |  |  |  |  |  |
|  |                                |  |  |  |  |  |  |  |  |  |  |  |  |  |  |  |
|  | 3. Доротеја Видинска           |  |  |  |  |  |  |  |  |  |  |  |  |  |  |  |
|  |                                |  |  |  |  |  |  |  |  |  |  |  |  |  |  |  |
|  |                                |  |  |  |  |  |  |  |  |  |  |  |  |  |  |  |
|  | 28. Басараб I                  |  |  |  |  |  |  |  |  |  |  |  |  |  |  |  |
|  |                                |  |  |  |  |  |  |  |  |  |  |  |  |  |  |  |
|  |                                |  |  |  |  |  |  |  |  |  |  |  |  |  |  |  |
|  | 14. Никола Александар          |  |  |  |  |  |  |  |  |  |  |  |  |  |  |  |
|  |                                |  |  |  |  |  |  |  |  |  |  |  |  |  |  |  |
|  |                                |  |  |  |  |  |  |  |  |  |  |  |  |  |  |  |
|  | 29. Маргарита                  |  |  |  |  |  |  |  |  |  |  |  |  |  |  |  |
|  |                                |  |  |  |  |  |  |  |  |  |  |  |  |  |  |  |
|  |                                |  |  |  |  |  |  |  |  |  |  |  |  |  |  |  |
|  | 7. Ана Влашка                  |  |  |  |  |  |  |  |  |  |  |  |  |  |  |  |
|  |                                |  |  |  |  |  |  |  |  |  |  |  |  |  |  |  |
|  |                                |  |  |  |  |  |  |  |  |  |  |  |  |  |  |  |
|  | 30. Јован Добокај              |  |  |  |  |  |  |  |  |  |  |  |  |  |  |  |
|  |                                |  |  |  |  |  |  |  |  |  |  |  |  |  |  |  |
|  |                                |  |  |  |  |  |  |  |  |  |  |  |  |  |  |  |
|  | 15. Клара Добокај              |  |  |  |  |  |  |  |  |  |  |  |  |  |  |  |
|  |                                |  |  |  |  |  |  |  |  |  |  |  |  |  |  |  |
|  |                                |  |  |  |  |  |  |  |  |  |  |  |  |  |  |  |

### Супружник
| име                | слика | датум рођења | датум смрти     |
| ------------------ | ----- | ------------ | --------------- |
| Доротеја Горјанска |       | око 1415.    | септембар 1438. |

### Деца
Није разјашњено питање потомства. Како извори не спомињу децу краљевског пара, може се претпоставити да их није ни било. Међутим, археолошким истраживањем краљевске гробнице утврђено је да се између гробова краља Твртка II и краљице Доротеје налази дечији гроб.